# Фэ, Линда
Линда Фэ (нем. Linda Fäh; род. 10 ноября 1987, Бенкен, Санкт-Галлен) — швейцарская фотомодель и певица. Выиграла конкурс Мисс Швейцария 2009 и представляла страну на конкурсе Мисс Вселенная 2010, где считалась одной из фавориток, но не смогла пробиться даже в Топ-15.
С 2011 года выступает как певица. В ноябре 2013 Линда Фэ выпустила первый сингл под названием Unendlich wie das Meer («Бесконечность словно море»). В мае 2014 года дебютный альбом Линды был выпущен лейблом Telamo одновременно в Германии, Австрии и Швейцарии.